# Harold Ramis
Harold Allen Ramis (21. november 1944 – 24. februar 2014) var en amerikansk skuespiller, filminstruktør og manuskriptforfatter, der mest er kendt for sin medvirken i, og som skaber af komediefilm som Delta kliken, Fars fede ferie og Ghostbusters.
Harold Ramis havde fra fødslen nedarvet den autoimmune sygdom vaskulitis. Denne sygdom var således også den medvirkende årsag til, at han i sidste ende døde. 
Ramis led flere gange i løbet af sit liv svære komplikationer på grund af sin sygdom. Senest i maj 2010 blev han ramt af en infektion i blodkarrene, hvormed han mistede evnen til at gå. Det lykkedes ham via genoptræning at få genopbygget sin evne til at gå igen, men i år 2011 blev han ramt af endnu en infektion, hvorfor han atter mistede evnen til at gå.
Harold Ramis døde i sit hjem i Chicago 24. februar 2014 som følge af komplikationer fra sin sygdom vaskulitis. Han blev 69 år og efterlod sig en kone samt tre børn. 

## Udvalgt filmografi
- Delta kliken (1978), manuskriptforfatter
- Meatballs (1979), manuskriptforfatter
- Røven fuld af penge (1980), manuskriptforfatter og instruktør
- Røven af 4. division (1981), manuskriptforfatter og skuespiller
- Fars fede ferie (1983), instruktør og skuespiller
- Ghostbusters (1984), skuespiller og manuskriptforfatter
- Røven fuld af penge 2 (1988), manuskriptforfatter
- Ghostbusters II (1989), skuespiller og manuskriptforfatter
- En ny dag truer (1993), manuskriptforfatter, instruktør, producer og skuespiller
- Analyze This (1999), manuskriptforfatter og instruktør
- Analyze That (2002), manuskriptforfatter og instruktør
- The Office (2006-2007), instrueret tre episoder
- Knocked Up (2007), skuespiller
- Walk Hard: The Dewey Cox Story (2007), skuespiller
- Year One (2009), manuskriptforfatter, instruktør, producer og skuespiller